# 靈感少女
《靈感少女》是瀨田日名子以四格漫畫形式創作的日本漫畫作品，在芳文社月刊漫畫雜誌《Manga Time Jumbo》2009年12月號中發行單篇作品，之後於2010年2月號正式進行連載。於《Manga Time Jumbo》2018年4月號休刊後移籍至《Manga Time》自同年5月號起繼續連載。已出版第15冊單行本。
2013年2月27日由THREE ARROWS發行廣播劇CD。2014年8月宣布改編成電視動畫，於2015年4月2日起播放。

## 故事簡介
轉學生天海響是一個擁有靈感體質的高中女生，故事即是描寫響、幽靈和同學一起度過的日常生活。

## 登場角色
- 聲優為廣播劇CD版／電視動畫版

### 主要角色
天海響（聲：遠藤綾／木戶衣吹）
本故事的主角，在第一話由其他學校轉入的轉學生，擁有一頭黑色長髮。
性格溫和有禮貌，即便對同班同學也會用敬語。
擁有強大靈感，但因為從小就不斷接觸幽靈，所以不怎麼介意這種體質，甚至能自然地跟幽靈交談，即使面對兇悍的幽靈也會真誠相對。雖然不害怕真正的幽靈，但卻會被遊樂園內鬼屋中的人造假幽靈給嚇到，此外對於小川最喜歡的殭屍也表現出難以應付的感覺。
由於個性天然呆的緣故，會不分場合的避免與幽靈相撞、問候等，同時也受到各方幽靈的照顧如幫忙開關門、點名等，但基本上與同班同學的關係都不差，升上二年級後雖因此被剛入學的一年級生害怕而疏遠，但不久後也受到其中一部分以「合照一定會出現靈異照片的學姊」的學妹歡迎。
井上成美（聲：戶松遙／伊藤美來）
響的同學，綁著雙馬尾的女生。
非常恐懼各類靈異現象。最初強烈否定幽靈的存在，後與響相識之後才開始不再強烈否定幽靈的存在，但依然無法習慣各類靈異現象，經常因此尖叫。
個性十分傲嬌。最喜歡奶奶。
上原佳菜（聲：花澤香菜／飯田穗）
響的同學，在頭部左邊綁著側馬尾的女生。
喜歡使用手機瀏覽Blog並上傳靈異照片，同時也會記錄討厭幽靈的成美尖叫的次數。
與江角京子是青梅竹馬，雙方完全知道對方的黑歷史，經常一起行動。
父母皆為新聞從業人員，經常不在家，但本人對此並不在意。
江角京子（聲：喜多村英梨／M・A・O）
響的同學。
過去原本是不良少女，當時曾有「灼髮的救世主」這個稱號，但目前將這段記憶視為黑歷史，並很討厭被別人用這個稱號稱呼。
與上原佳菜是青梅竹馬，雙方完全知道對方的黑歷史，經常一起行動。
小川真琴（聲：竹達彩奈／山崎惠理）
響的同學，有著茶色短髮。
個性開朗。因為受到漫畫影響而喜歡殭屍，但不擅長應付其他種類的幽靈。
山田健太（聲：白井悠介／山谷祥生）
響的同學。總是情緒高昂的男生，並經常做出輕率的舉止，所以經常受到上原和江角責備。響周邊小圈圈中唯一的男生。
有一位當警察的哥哥。

### 人類
這裡為主要角色的親屬（含已死亡）與經常登場的人類角色。

#### 天海家
天海朝陽（聲：三木真一郎／羽多野涉）
響的父親，在大學教授考古學。跟遇到靈異現象時相當冷靜的響不同，非常害怕恐怖的事情。
在遇到後來成為妻子的夕陽後，由於夕陽的關係遇到各式靈異現象而在一週後頭髮全白，但仍堅定與夕陽交往並結婚。
天海夕陽（聲：冰上恭子／皆口裕子）
響的母親，在生下響之後離開人世。
靈感比響還要強大，響的靈感正是由此血緣繼承而來，甚至能做出100%的預言，如在響出生前就知道，色貓將來會性騷擾響，也知道自己在生下響之後便會離開人世。

#### 井上家
成美的祖母
成美的祖母，生前十分疼愛成美，死後成為在成美身邊保護她的守護靈。
成美的母親
名字不詳，除一頭短髮外皆與成美外貌相似，性格十分活潑，且並不害怕靈異現象。
井上勇希（聲：上坂堇／高垣彩陽）
成美的親戚，小學生，個性一樣也是傲嬌。
後受到天海的影響慢慢出現靈感，也因此之後與花子的交情很好。

#### 山田家
山田正輝（聲：無／梶川翔平）
性格開朗的警察，健太的哥哥，基本行動也一樣。
由於憧憬英雄而選擇當上警察。在知道灼髮的救世主的傳說後變積極想接觸江角，在後來得知江角的電話號碼後，更非常頻繁的傳簡訊給江角。
吉田（聲：無／高瀨泰幸）
響等人的同班同學。遠遠聽着響等人的對話。
漫研社社員，但不擅長畫畫。
守屋老師（聲：無／四宮豪、木野双葉（幼年時））
響等人的班導師，授課科目為保健體育。
年幼時體弱多病故常入院，而認識一位少女並約定出院後在外再見面，但在守屋出院後不久少女就病死，而一直沒有實現這諾言而留下了心結，並不願去少女的墓前，直到即將與木村先生結婚時，少女以無法表達言語的狀態開始，透過天海對守屋做出祝福後成佛，守屋的心結才因此消失。
田村
響在轉學前就讀學校的女學生但並未就讀同一班，也與不同學校的江角熟識。
知道響在中學時被周圍同班同學欺凌的事。

### 幽靈
本作幽靈眾多，以下為有複數登場以上的幽靈
色貓（聲：若本規夫／鲸）
在響的學校周邊出沒的斑紋貓。
有著可愛外表，卻常做出下流舉動，像是去女子更衣室鑽進女生裙子看內褲、潛入只有女孩子在的游泳池等性騷擾行為。
響曾說過他不是單單是隻貓，加上能做到與幽靈溝通，打架等，並能潛入響夢中進行性騷擾行為，又在小川父親還在就讀高中時就已存在，極可能是貓妖一類。
代答武士（聲：堀內賢雄／川原慶久）
在點名的時候代響應答結果咬到舌頭而得名的武士幽靈。
生前為餓死的武士，享年19歲，墓地也殘破不堪，響知道後便立刻帶供品前來並修復墓地，自此便喜歡上響，跟在響身邊作著有如守護靈一樣的工作，經常負責驅除色貓，經常向上原手機傳達念寫表達現在的心境等。
與同樣經常跟在響身邊的辣妹幽靈個性非常不合，兩人經常爭吵，但也常常因為天海的事而一起行動。
辣妹幽靈（聲：寺川愛美／内田彩）
辣妹的幽靈，裝扮如1990年代的辣妹，死於10年前發生在澀谷的大樓火災，享年17歲。
為了和母親見最後一面而附身到天海身上，是目前唯一能附身在天海身上的幽靈。
附身後響不但裝扮變成辣妹裝，談話如同當時的辣妹一般。
在與母親道歉後與同樣經常跟在天海身邊的代答武士個性非常不合，兩人經常爭吵，但也常常因為響的事而一起行動。
公園的地縛靈（聲：飛田展男／最上嗣生）
存在於公園入口殺人事件現場的幽靈，由於幾乎沒有生前的記憶而不能確定跟那殺人事件有無關聯，也不像其他的幽靈一樣能構成身體形貌，經常和響交談並做出建議。
廁所的花子（聲：川口美香子／井澤美香子）
在南中央公園廁所出現的幽靈，以瀏海蓋住眼睛的少女。
不能離開廁所，但能在包含玩具廁所在內的各廁所間移動，在勇希出現靈感後彼此感情越來越好。
無頭幽靈（聲：無／木野雙葉）
下雨天時以水手服姿態出現，拿著傘卻沒有頭的幽靈。當初被流傳是「我把傘給你，作為交換，你要把頭給我」的可怕幽靈，實際上並不會害人。
動畫則改成「作為交換，你要把臉給我」的無臉幽靈。
穿着連色貓也會一見噴血的內褲。
電話梅麗（聲：無／松井惠理子）
一邊以電話來電「我是梅麗，現在在街上。」、「我是梅麗，現在在門口。」一邊接近的恐怖幽靈。
初登場為上原給天海的電話錄音。
曾被色貓襲擊搶去內褲。

## 單行本
| 卷數 | 芳文社        | 芳文社                 | 東立出版社   | 東立出版社             |
| 卷數 | 初版發售日期  | ISBN                   | 初版發售日期 | ISBN                   |
| ---- | ------------- | ---------------------- | ------------ | ---------------------- |
| 1    | 2011年8月6日  | ISBN 978-4-8322-6993-4 | 2015年5月8日 | ISBN 978-986-382-042-0 |
| 2    | 2012年2月7日  | ISBN 978-4-8322-5046-8 | 2015年5月8日 | ISBN 978-986-382-043-7 |
| 3    | 2012年12月7日 | ISBN 978-4-8322-5141-0 | 2018年3月9日 | ISBN 978-986-382-044-4 |
| 4    | 2013年10月7日 | ISBN 978-4-8322-5230-1 |              |                        |
| 5    | 2014年12月6日 | ISBN 978-4-8322-5344-5 |              |                        |
| 6    | 2015年4月7日  | ISBN 978-4-8322-5373-5 |              |                        |
| 7    | 2016年4月7日  | ISBN 978-4-8322-5471-8 |              |                        |
| 8    | 2017年6月7日  | ISBN 978-4-8322-5598-2 |              |                        |
| 9    | 2018年6月7日  | ISBN 978-4-8322-5690-3 |              |                        |
| 10   | 2019年6月7日  | ISBN 978-4-8322-5753-5 |              |                        |
| 11   | 2020年8月6日  | ISBN 978-4-8322-5799-3 |              |                        |
| 12   | 2021年9月7日  | ISBN 978-4-8322-5840-2 |              |                        |
| 13   | 2022年8月5日  | ISBN 978-4-8322-5875-4 |              |                        |
| 14   | 2023年10月5日 | ISBN 978-4-8322-5916-4 |              |                        |
| 15   | 2025年1月7日  | ISBN 978-4-8322-5963-8 |              |                        |

## 電視動畫
2015年4月2日起在TBS電視台、CBC電視台、鬱金香電視台、SUN電視台、BS-TBS播出。

### 製作人員
- 監督：工藤昌史[5]
- 系列構成：青島崇[5]
- 角色設計：山本碧[5]
- 總作畫監督：山本碧、石橋有希子、櫻井正明[5]
- 美術監督：草森秀一[5]
- 音響監督：川添憲五[5]
- 音樂：神津裕之[5]
- 音樂製作人：小澤大輔、長島幸司
- 製片人：田中豪、關澤新二、櫻井嗣治、平賀忠和、山田太郎、西園信也、吉川敦史、紺田大輔
- 動畫製作：Pierrot+
- 製作：靈感少女製作委員會、TBS

### 主題曲
片頭曲
作詞、作曲：IMAKISASA，編曲：FILTER SYSTEM，主唱：every♥ing!
片尾曲
作詞：唐澤美帆，作曲：木下智哉，編曲：Kon-K，主唱：every♥ing!

### 各話列表
| 話數   | 日文標題 | 中文標題               | 劇本     | 分鏡              | 演出       | 作畫監督                                                                      |
| ------ | -------- | ---------------------- | -------- | ----------------- | ---------- | ----------------------------------------------------------------------------- |
| 第1話  |          | 我看得見。             | 青島崇   | 工藤昌史          | 工藤昌史   | 石橋有希子、富山大輔                                                          |
| 第2話  |          | 我的朋友們。           | 子安秀明 | 誌村宏明          | 淺見松雄   | 峰岸桃子、吉岡幸惠 木下由美子、森川均                                         |
| 第3話  |          | 美味的玉子燒。         | 杉原研二 | 工藤昌史          | 佐佐木真哉 | Lee Jong Kyung Park Myeong Hun Kim Yoon Jung、石橋有希子 富山大輔、石井由美子 |
| 第4話  |          | 說到夏天，就想去海邊。 | 鴻野貴光 | 齋藤哲人          | 川西泰二   | Chang Bum Chul                                                                |
| 第5話  |          | 傳說中的校慶。         | 青島崇   | 高本宣弘          | 熨斗谷充孝 | 徐正德、朱炫祐                                                                |
| 第6話  |          | 超棒的聖誕夜。         | 子安秀明 | 影山楙倫          | 境橋渡     | 富山大輔、阿萬和俊 清水勝祐、吉岡佳廣 柳瀨讓二                                |
| 第7話  |          | 熱鬧的新年。           | 杉原研二 | 中島太貴          | 長濱亘彥   | Lee Jong Kyung Park Myeong Hun Kim Yoon Jung                                  |
| 第8話  |          | 跟大家一起玩耍。       | 鴻野貴光 | 加瀨充子          | 佐佐木真哉 | Chang Bum Chul                                                                |
| 第9話  |          | 秘密的情人節。         | 子安秀明 | 影山楙倫          |            | 木下勇喜、真部秀一郎                                                          |
| 第10話 |          | 終於升上2年級了。      | 鴻野貴光 | 高本宣弘          | 福田皖     | Shin Min Seop Seo Jumg Duk Ryu Seung Cheol Ji Yang Ho Yang Jung Hee           |
| 第11話 |          | 我的願望。             | 青島崇   | 影山楙倫          | 川西泰二   | Lee Jong Kyung Park Myeong Hun Kim Yoon Jung                                  |
| 第12話 |          | 大家緊緊相連。         | 青島崇   | 中島太貫 加瀨充子 | 小坂春女   | 清水勝祐、阿萬和俊 高原修二、Lee Suk Yoon                                     |
| 第13話 |          | 夏天的回憶。           | 杉原研二 | 齋藤哲人          | 長濱亘彥   | Chang Bum Chul                                                                |

## 外部連結
- 靈感少女（芳文社的漫畫介紹網站） （页面存档备份，存于）（日語）
- 電視動畫《靈感少女》公式網站（TBS電視台） （页面存档备份，存于）（日語）
- 電視動畫《靈感少女》官方的X（前Twitter）（日語）